# Itaru Hinoue
Itaru Hinoue (樋上 いたる) est le pseudonyme d'une illustratrice japonaise venant d'Osaka et née un 1er mars. Elle est l'une des cofondateurs de la société Key, filiale de VisualArt's spécialisée dans les visual novels.

## Biographie
Itaru Hinoue travaille tout d'abord pour la marque Tactics de Nexton.
Elle cofonde ensuite Key et y travaille sur des titres comme Kanon, Air, Clannad ou Little Busters!.
Le style graphique d'Itaru Hinoue est très distinctif. Ses fans se référent à son travail comme les Itaru-e (いたる絵, litt. les dessins d'Itaru).
Elle est l'une des illustratrices célèbres à avoir dessiné une pin-up pour le manga Kannagi : Crazy Shrine Maidens.
Pour le dixième anniversaire de Key, un livre d'artiste intitulé White Clover: Itaru Hinoue Art Works sort en édition limitée le 28 février 2009.